# 二连浩特赛乌素国际机场
二连浩特赛乌素国际机场是内蒙古自治区二连浩特市的一个国际机场。机场位于格日勒敖都苏木，距离市中心东南27公里，离蒙古国边境32公里。机场2008年开始建设，投资2.57亿元，2010年2月11日，二连浩特机场首航成功，同年4月1日，二连浩特机场正式通航。因为离边境近，机场很多客流来自蒙古国。2012年启，二连浩特机场陆续批准临时对外开放，曾经开通飞往蒙古国乌兰巴托的航班。2024年12月，中国民用航空局批复“二连浩特赛乌素机场”更名“二连浩特赛乌素国际机场”。

## 历史
2013年机场启动扩建工程，总投资21367万元，包括扩建站坪1.82万平方米及1条垂直联络道，扩建国际航站楼5500平方米，停车场7000平方米、特种车库2450平方米以及配套辅助设备设施。预计2015年完工。

## 航点
| 航空公司       | 目的地                |
| -------------- | --------------------- |
| 首都航空（JD） | 北京/大興             |
| 华夏航空（G5） | 呼和浩特、錫林浩特    |
| 天驕航空（9D） | 呼和浩特、 赤峰、通遼 |